# Mudhoney
Mudhoney es una banda pionera del movimiento grunge formada en 1988 en la ciudad de Seattle tras la disolución de Green River,grupo en el que estaban Stone Gossard, Jeff Ament (luego en Pearl Jam), Steve Turner y Mark Arm, quienes luego formarían Mudhoney junto al baterista Dan Peters y al bajista Matt Lukin.
En 1988 sacan su EP debut, Superfuzz Bigmuff, caracterizado por un sonido crudo que marcaría el futuro de la banda, fusionando influencias proto-punk con la energía garage de los principios del grunge. En 2002 se retira Matt Lukin y entra Guy Madison, quien tocaba en la banda paralela de Mark Arm.
A pesar de haber coincidido con todo el boom grunge y del movimiento de Seattle, se mantuvieron como una banda de culto.

## Comienzos

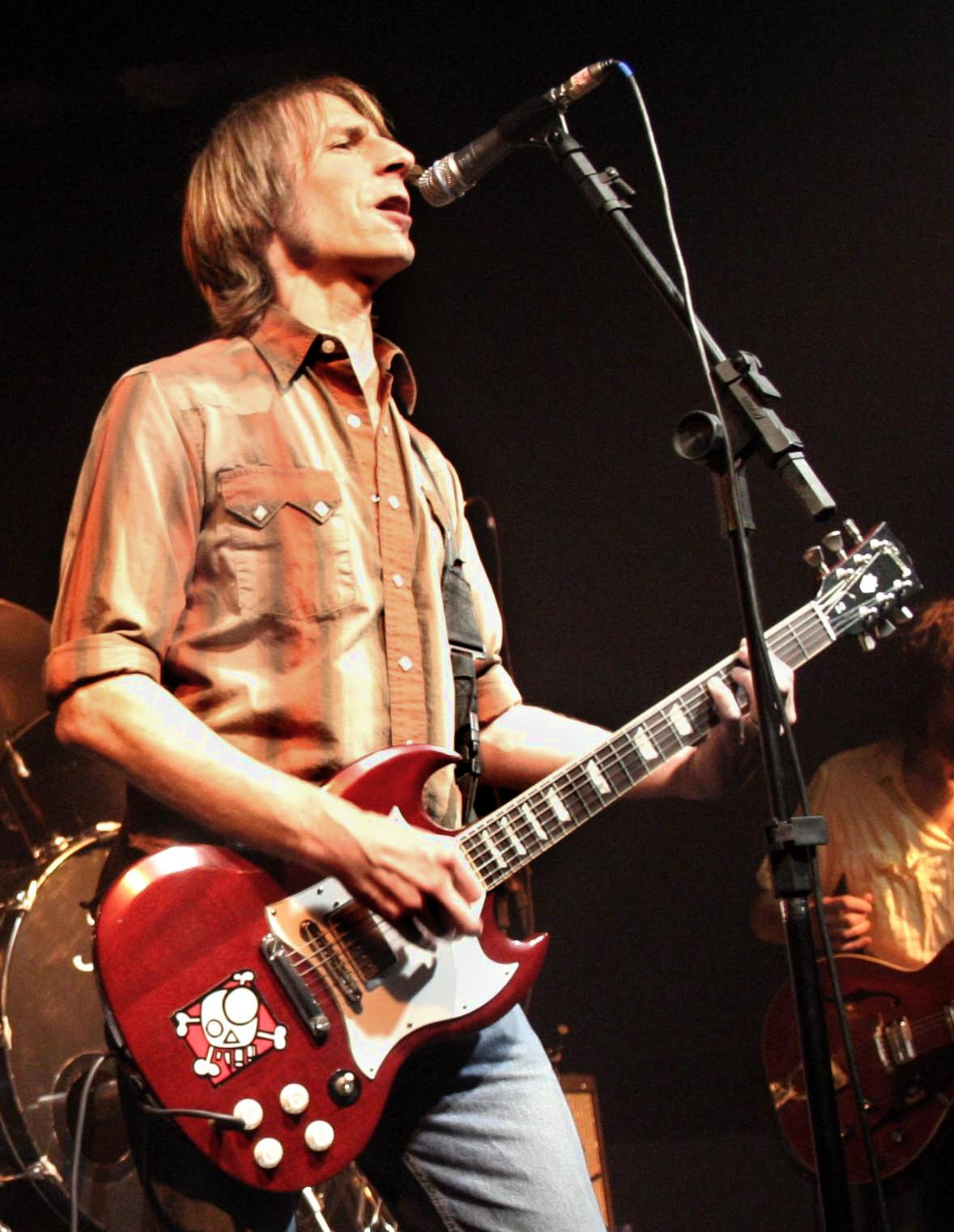
Mudhoney en una de sus actuaciones

La génesis de Mudhoney se inicia en 1980, cuando un adolescente Mark Mclaughlin, quien luego adoptó el apodo de Mark Arm, formó la banda Mr. Epp and the Calculations con algunos amigos de la secundaria de los suburbios de Seattle. Mr. Epp no llegó a tocar hasta después de 1981 teloneando a una banda llamada Student Nurse. A pesar de su legendaria falta de técnica, lo que incluso los llevó a ser llamados «la peor banda del mundo» en más de una ocasión, Mr Epp comenzó a trabajar en su próximo lanzamiento: un EP en formato 7 pulgadas publicado en 1982. En 1983, en un intento de sonar más como una banda de verdad, se agregó al grupo un segundo guitarrista, Steve Turner, quien previamente había tocado en una banda de garage llamada Ducky Boys. El mismo año se lanzó en formato casete la producción Live as All Get Out, coincidiendo con la debacle del grupo que tuvo su última presentación en febrero de 1984. En 1981 Mark Arm y Turner, quienes rápidamente se hicieron amigos, desarrollaron una banda en paralelo a Mr. Epp llamada Limp Richerds, una banda catalogada de joke-punk que duró también hasta 1984, para cuando Richerds se alejó de esta.

## Green River
Impacientes por volver a tocar Mark Arm y Turner se unieron con el baterista Alex Vincent quien anteriormente había tocado con Turner en una banda que existió por un pequeño lapso de tiempo llamada Spluii Numa y el bajista Jeff Ament, que había llegado proveniente del noroeste de Montana. Para ese entonces Arm decidió dejar la guitarra de lado y concentrarse en la voz, Turner invitó a los chicos de Ducky Boys que se unieran a su nuevo proyecto es así como Stone Gossard ingresó al grupo como guitarrista naciendo de esta forma Green River. Junto con grupos como los Washingtonians y Melvins, Green River fueron pioneros de un nuevo sonido rock combinando el snot-nosed del punk con matices de heavy metal. No pasó mucho tiempo para que Green River se hiciera notar en la escena rock de Seattle y en 1985 la banda lanza su primer EP llamado Come on Down. Para el momento en que el disco salió a las calles Turner había dejado la banda para retornar a la Universidad, además de que ya se hacía patente su desencanto con la dirección que las banda de rock duro estaban tomando, con el nuevo guitarrista Bruce Fairweather salen a un tour nacional que fue desastroso para la banda incluso llegando a retrasar el lanzamiento de un nuevo disco. La banda apenas sobrevivió para hacer un segundo EP llamado Dry as a Bone editado por un nuevo sello de Seattle, Sub Pop en 1987. El primer larga duración de la banda salió en el verano de 1988 bajo el nombre de Rehab Doll, en esta misma época las tensiones entre los miembros de la banda llevaron a la separación de Green River. Ament y Gossard formaron una nueva banda llamada Mother Love Bone, Fairweather se unió como baterista a esta nueva banda y Vincent abandona los proyectos musicales para ir a la escuela de leyes.

## El apogeo de Seattle
Como consecuencia del éxito logrado por Mudhoney, otras bandas del sello Sub Pop comenzaron a oírse en distintas radios universitarias y en los circuitos de los distintos clubes, bandas tales como Soundgarden, Tad, The Fluid y un trío de fanes de The Melvins que se hacían llamar Nirvana. Sin embargo, el sello Sub Pop para entonces enfrentaba serios problemas económicos en parte debido al segundo disco de Mudhoney llamado Every Good Boy Deserves Fudge, que contaba con un sonido algo más punk que su trabajo anterior, ya que este disco no llegó a las tiendas hasta mediados de 1991. Antes de fin de año Mudhoney se cambió de sello. Justo en este momento otra banda pasó a ser el mejor producto del sello y un año más tarde esta banda sacó su disco llamado Nevermind. Para fines del año 1991 este disco había transformado a Nirvana en la banda de rock más importante de Estados Unidos. Gracias a esto mismo todas las bandas provenientes de Seattle fueron buscadas por los grandes sellos para firmar contratos. En el caso de Mudhoney fueron reclutados por el sello Reprise. Su primer disco con esta compañía fue titulado "Piece of cake", disco que mantuvo inalterable su estilo musical, lo que no logró impedir la molestia de sus antiguos seguidores por haberse pasado a una de las grandes corporaciones. El sello buscaba captar al mismo público objetivo de bandas tales como Nirvana, Soundgarden o Pearl Jam. Esto no sucedió, ya que muchos de los seguidores de estas bandas encontraban el sonido de Mudhoney demasiado excéntrico, convirtiendo la experiencia con el sello Reprise luego de un tiempo en algo decepcionante, lo que no impidió que Mudhoney lanzara dos de sus grandes trabajos My Brother the Cow and Tomorrow Hit Today bajo esta misma etiqueta.

## Discografía
Álbumes de estudio
- Mudhoney (1989)
- Every Good Boy Deserves Fudge (1991)
- Piece of Cake (1992)
- Five Dollar Bob's Mock Cooter Stew (1993)
- My Brother the Cow (1995)
- Tomorrow Hit Today (1998)
- Since We've Become Translucent (2002)
- Under a Billion Suns (2006)
- The Lucky Ones (2008)
- Vanishing Point (2013)
- Digital Garbage (2018)
- Morning in America (2019)
- Plastic Eternity (2023)

EP
- Superfuzz Bigmuff (1988)

Álbumes en directo
- Mudhoney Live (1993)
- Live Mud (2007)
- Live at El Sol (2007)
- Live at Third Man Records (2014)
- On Top! KEXP Presents Mudhoney Live on Top of the Space Needle (2014)

Recopilatorios
- Superfuzz Bigmuff Plus Early Singles (1990)
- Here Comes Sickness: The Best of the BBC (2000)